# خدود السمك
نشرت الكاتبة الصينية الأمريكية إيمي تان ولأول مرة مقال سردي بعنوان «خدود السمك» عام 1987و الذي يتكون من صفحة واحده، نُشر العمل لأول مرة في مجلة أمريكية تدعى سبعة عشر ويغطي عشاء ليلة عيد الميلاد عندما كان تان في الرابعة عشرة من عمره.  نُشر لاحقًا كجزء من The Opposite of Fate: A Book of Musings . عكس القدر: كتاب التأملات
وتم استخدام العمل في مبادرة المعايير الحكومية للأساس المشترك ويتميز بمواضيع قبول الاختلافات، والنمو، والأسرة، والتراث، والاختلاف في الثقافة ويتم تطبيقه على فصول الصف السابع والصف الثامن ومن ثم تمت مقارنة العمل بعمل شبيه له للشيف والمؤلفة الأمريكية غابرييل هاميلتون، "Killing Dinner".

## ملخص القصة
وتستمر الحبكة في «خدود السمك» بظهور شخصيات ومشاكل جديدة تكافح الشخصية الرئيسية إيمي بالتعامل معها وفي أثناء العرض سنعرف أن الشخصية الرئيسية هي فتاة صينية في مقتبل العمر. وتبدأ أحداث القصة على طاولة تحمل أطباق صينية تقليديه لأحتفال بعيد ميلاد إيمي الرابع عشر، والتي كانت منزعجه من ما يخطر في فكر الصبي المعجب بإيمي وعائلته الامريكين من الوزير وغيره من العشاء الصيني التقليدي، وفي هذه المرحلة من القصة لم يذكر اسم البطله بعد. وعندما تبدأ أحداث القصة في الارتفاع وتبدأ والدتها في الاستعداد للعشاء، تستمر مخاوف إيمي في الازدياد وتصبح جميع الأطعمة المعتادة التي تجعلها عائلتها غريبة فقد امتلئ المطبخ بأكوام مروعة من الطعام النيء.
عندما تصل القصة إلى ذروتها نجد ان كلتا العائلتين بدأو بتناول طعام العشاء وفقدت إيمي كل أمل فترى ان عائلتها تتصرف بشكل مختلف ولا تظهر نفس آداب وسلوك عائلة روبرت. ومما جعلها تشعر بخجل أكبر حينما عرض عليها والدها خد السمكة الطرية من يده بحجة أنه المفضل لديها من السمكة وهذا جعلها ترغب في الاختفاء من العشاء. ويستمر خجل إيمي باستمرار عشاء عيد الميلاد، فهي تشعر بالحرج من عائلتها وخدود السمك الذي يتم تقديمه للضيوف كطعام وإضافة على ذلك تجشؤ والدها بعد العشاء مع انه يوضح أنها عادة صينية مهذبة دلالة على الرضا. وحين انتهاء الليل، تظل صامتة وغير متأكدة مما ستقوله. بعد مغادرة ضيوفهم، تتحدث تان مع والدتها، التي تقول لها ان العار الوحيد هو أن تفعل العار وأنه يجب عليها أن تفخر بالتراث والتقاليد. لم تدرك حتى وقت متأخر كم كانت هذه الوجبة مميزة بالنسبة لها. لقد عمدت إلى حل جميع المشاعر الصعبة عندما أدركت أن جميع الأطعمة التي تم إعدادها لتلك الوجبة كانت مفضلة لديها وكان يجب أن تستمتع بالوجبة بدلاً من القلق بشأن ماسيزعج الضيوف. 
ومع استمرار القصة يكشف الأمر عن شعور إيمي بالسوء والأسوأ بشأن العشاءو إنها محرجة للغاية من مدى الاختلاف الكبير في تقاليدها مقارنة بالصبي المعجبه به وعائلته. لاحقا عندما تنهي إيمي القصة أظهرت مدى سخافة مافعلته على ذلك العشاء في وقت لاحق من حياتها وأن الصراع الداخلي الذي بداخلهاقد غادرته وكيف سار الوضع بسلام. 